# Dienstleistungsqualitätsmodell
In der Dienstleistungsqualität gibt es mehrere Modelle zur Analyse der Qualität von verschiedener Dienstleistungen. Modelle weisen in der Qualitätsmanagement oft auf die Realität hin und stellen nicht nur ein Abbild von dem Original, sondern auch vom Prototyp, Bezugssystem und Urbild dar. Die Qualität einer Dienstleistung steht im Wettbewerb verschiedener Unternehmen, deren Hauptaufgabe es ist die Anforderung der Kunden zu erfüllen und gilt daher als zentrale Aufgabe der Dienstleistungsqualität. Die Modelle sollen den komplizierten und sehr komplexen Begriff der Dienstleistungsqualität vereinfacht und verständlich darstellen und somit die Basics zur Auseinandersetzung mit Problemen im Bereich der Qualität von Dienstleistungen verdeutlichen.

## Qualitätsbegriff
Qualität stammt aus dem lateinischen (lat. „qualis“ = wie beschaffen) und beschreibt Beschaffenheit, Güte oder Wert eines Objektes/Dienstleistung.

### Produktbezogener Qualitätsbegriff
Die Qualität von Dienstleistungen wird als Niveau der vorhandenen Eigenschaften verstanden. Diese Sichtweise ist objektiver als die Qualitätsbetrachtung der Kundenperspektive, dadurch lässt sich das Produkt einfacher beurteilen. Im Dienstleistungsbereich ist einer objektiver Betrachtungsweise oftmals schwerer festzustellen, da sie nur beobachtbar ist.

### Kundenbezogener Qualitätsbegriff
Die Qualität von Dienstleistungen aus Kundenperspektive beschäftigt sich damit wie der Kunde das Produkt wahrnimmt. Durch die Subjektive Wahrnehmung des Kunden kann es passieren das die objektiven Qualitätsmerkmale einer Dienstleistung vom Kunden als nicht wichtig erachtet werden. Dies führt zu einem Konflikt, wenn die Qualität aus objektiver und subjektiver Sicht stark auseinandergehen.

### Qualitätsbegriff einer Dienstleistung
Die Erwartungen der Kunden werden dabei in Potenzial, der Prozess und dem Ergebnis der Dienstleistungserstellung unterteilt. Die Erwartungen können in Form von individueller oder auch spezialisierter Problemlösung resultieren, die vom Anbieter an den Nachfrager geleistet werden oder auch aus Erwartungen und Erfahrungen mit der Dienstleistung und dem Anbieter, welche in der Vergangenheit gemacht wurden. Dabei sind auch Mund-zu-Mund-Kommunikation mit dem Anbieter oder anderen Nachfragen zu beachten.

## Wettbewerbsvorteile durch Dienstleistungsqualität
Durch den Eintritt von jungen und international tätigen Unternehmen steigt erheblich der Konkurrenzkampf im Bereich der Dienstleistungen. Daher steht die Qualität einer Dienstleistung im ständigen Wettbewerb mit anderen Unternehmen, deren Hauptaufgabe es ist, die Anforderung der Kunden zu erfüllen, und gilt daher als zentrale Aufgabe der Dienstleistungsqualität. Umso besser also die Qualität einer Dienstleistung ist, desto höher ist der Vorteil eines Unternehmens im Vergleich zu anderen.

## Dienstleistungsqualitätsmodell von Grönroos
In dem Dienstleistungsmodell von Grönroos zeigt die wahrgenommene Qualität das Ergebnis des Vergleichs zwischen der erwarteten Dienstleistung und der erfahrenen Dienstleistung des Kunden. Der Ansatz dieser zwei Variablen liegt darauf, was für Aktivitäten und Ressourcen in dem kontrollierten Bereich eines Unternehmens liegen, wo dieser noch Einfluss auf diese Variablen hat.
Übertrifft die erfahrene Qualität die erwartete Qualität, so wird eine hohe Qualität wahrgenommen. Dabei kann es jedoch passieren, dass die erwartete Qualität eines Kunden unrealistisch hoch ist und dadurch, trotz einer guten erfahrenen Qualität, die tatsächliche Qualität geringer wahrgenommen wird. Die von dem Kunden erwartete Dienstleistungsqualität entspricht die in dem GAP-Modell vorgestellten „erwarteten Dienstleistung“.
Nach Grönroos ist die erwartete Qualität abhängig von bestimmten Faktoren. Zu den wichtigsten Faktoren zählen die Marktkommunikation des Anbieters, die Mund-zu-Mund-Kommunikation, das Image und die Bedürfnisse des Kunden. Direkt von den Anbietern kontrollierbar ist nur die Marktkommunikation, während die Mund-zu-Mund-Kommunikation und das Image indirekt durch die Leistung des Anbieters, vor allem unterstützt durch Werbung, beeinflussbar ist. Die Kunden können positiv und negativ auf das Image reagieren. Haben Kunden ein gutes Bild von einem Unternehmen, so können Mängel, zum Beispiel im Servicebereich, eher toleriert werden als von Kunden die im Voraus schon ein schlechtes Urteil über ein Unternehmen haben.
Die erfahrene Qualität wird in einer technischen Qualität und in einer funktionellen Qualität aufgeteilt.

### Technische Qualität
Die technische Qualität umfasst das Leistungsergebnis das durch den Leistungserstellungsprozess der Anbieter-Kunden-Interaktion entsteht. Dieser Qualität wird einer objektiven Messbarkeit unterstellt. Zum Beispiel erhält ein Gast in einer Bar ein Getränk und ein Hotelgast ein Zimmer. Die objektive Messbarkeit ist aber nicht nur ein Punkt zur Urteilsvergabe einer Dienstleistungsqualität. Eine weitere Komponente ist zum einen die Kommunikation zwischen Nachfrager und Anbieter.

### Funktionelle Qualität
Die funktionelle Qualität ist abhängig von der Art und Weise wie das Ergebnis der technischen Qualität Zustande kommt. So ist diese beispielsweise abhängig von der Erscheinung und Freundlichkeit des Personals, der Atmosphäre oder auch der Erreichbarkeit des Dienstleistungsanbieters für den Kunden und ist im Vergleich zur technischen Qualität eher eine Subjektiven Betrachtung unterworfen. Zum Beispiel ist für den einen Kunden die Diskretion schon durch leises Sprechen mit dem Servicebeauftragten gewahrt, für andere jedoch erst wenn die Besprechung in einem räumlich getrennten Nebenzimmer stattfindet.
Das Gesamturteil Grönroos zu der erfahrenen Qualität ist, dass die funktionelle Qualität von höherer Bedeutung als die technische Qualität ist. Deshalb kann eine sehr gute funktionelle Qualität Defizite der technischen Qualität ausgleichen. Obwohl dieses Modell in die zwei Komponenten der funktionellen und technischen Qualität aufteilen lässt, können die Subkomponenten weiterhin aufgegliedert werden. Diese Subkomponenten werden dann den Dimensionen Ergebnisqualität sowie der Prozess- und Potentialqualität zugeordnet.

## Dienstleistungsqualitätsmodell von Meyer/Mattmüller
Das Qualitätsmodell für Dienstleistungen von Mattmüller und Meyer hat zum Ziel die Entwicklung der Qualität im Ablauf des gesamten Dienstleistungsprozesses darzustellen. Dabei greifen Mattmüller und Meyer das Modell von Donabedian auf und erweiternd dies und bringen es in Verbindung mit dem Modell von Grönroos. Dabei wird im genaueren betrachtet, was ein Nachfrager wie erhält bzw. was ein Anbieter wie zu leisten hat, außerdem werden die Einflüsse des Nachfragers auf die Qualität der Dienstleistung hervorgehoben. In diesem Qualitätsmodell wurde in Potential-, Prozess- und Ergebnisqualität unterteilt.
Der von den Kunden und Nachfrager gewonnene Qualitätseindruck hängt von bestimmten Faktoren ab: die Potenzqualität des Anbieters, die Potenzqualität des Nachfragers, die Prozessqualität und der Ergebnisqualität. Alle Qualitäten setzten sich aus der frage „Was?“ (Was erhalt der Nachfrager?) und der Frage „Wie?“ (Auf welcher Art und Weise geschieht dieser Prozess?)

### Potenzqualität des Anbieters
Die Potenzqualität des Anbieters setzt sich aus der ihm zur Verfügung stehenden Leistungsfähigkeit zusammen, dem Spezifizierungspotential und dem Kontaktpotential. Das Spezialisierungspotenzial ist das Potenzial, welches die Fähigkeit des Anbieters, die ihm zur Verfügung stehenden Leistungsfähigkeiten der internen Subjekte, wie Dienstleister oder auch Mitarbeiter, und den ihnen zur Verfügung stehenden Objekten, wie Hilfsmittel (z. B.: Werkzeuge) und Technologien (z. B.: Maschinen) zu einer Dienstleistung zu kombinieren und spezifizieren. Dies kann in Form einer individuellen oder auch spezialisierten Problemlösung resultieren, die vom Anbieter an den Nachfrager angeboten wird. Dabei ist wichtig, dass das Spezialisierungspotenzial eine Dienstleistung umfasst, welche den Wünschen des Nachfragers entsprechen oder weitgehend abdecken kann. Bei dem Kontaktpotenzial handelt es sich um die Fähigkeit des Anbieters während der Kommunikation mit dem Kunden eine hohe Kundenorientierung zu gewährleisten.

### Potenzqualität des Nachfragers
Diese Potenzialqualität wird in zwei Komponenten unterteilt, zum einen in das Integrationspotenzial und zum anderen in das Interaktivitätspotenzial.
Das Integrationspotenzial ist das Potenzial, welches sich mit der Interaktion des Kunden befasst. Es wird die allgemeine physische, geistige und Gefühlsmäßige Bereitschaft und Fähigkeit des Kunden betrachtet und ob dieser sich in den Dienstleistungsprozess einbringen kann oder nicht kann, möchte oder nicht möchte. Der Kunde teilt somit dem Anbieter seine Bedürfnisse mit und kann somit einen Beitrag zur Erstellung des Dienstleitungsprozesses leisten. Daraus kann eine positive Auswirkung auf das Management durch die Mitarbeit der Kunden entstehen, es kann aber auch keine Folgen oder auch negative Auswirkungen haben. Beim Interaktivitätspotenzial spricht man von dem Kontakt verschiedener Kunden untereinander. Dieser Kontakt der Kunden kann, wie schon beim Integrationspotenzial, positive, negative oder neutrale Einflüsse haben.

### Prozess- und Ergebnisqualität
Die Prozessqualität vereinigt die zuvor beschriebenen Potenziale und spielt damit eine zentrale Rolle in dem Qualitätsmodell für Dienstleistungen von Mattmüller und Meyer. Aus der Prozessqualität resultiert die Dienstleistung, aus welcher man eine Ergebnisqualität für die Dienstleistung erhält. Die Ergebnisqualität zeigt die Verwirklichung der erhofften Leistungen auf kurzfristige Weise (prozessualen Endergebnis) und auch die daraus resultierende Folgequalität, die eventuell spät oder überhaupt nicht zum Vorschein kommt, sie kann sich unter anderem in einer Bindung vom Kunden an das Unternehmen zeigen. Die Dienstleistungsqualität ist die Ergebnisqualität in Abhängigkeit von der Prozessqualität.
Das Besondere an diesem Modell ist, dass die personellen und interpersonellen Kontakte zwischen Anbietern und Nachfragern hervorgehoben werden.